# Ophiomyia asterovora
Ophiomyia asterovora är en tvåvingeart som beskrevs av Spencer 1969. Ophiomyia asterovora ingår i släktet Ophiomyia och familjen minerarflugor.
Artens utbredningsområde är Ontario. Inga underarter finns listade i Catalogue of Life.